# Hypomenia nierstraszi
Hypomenia nierstraszi is een Solenogastressoort uit de familie van de Pruvotinidae. De wetenschappelijke naam van de soort is voor het eerst geldig gepubliceerd in 1930 door Van Lummel.